# Manuc Bei
Manuc Bei (numele său armenesc fiind cel de Emanuel Martirosi Mârzaian) (n. 1769 - d. 20 iunie 1817) a fost un negustor și diplomat armean, proprietar de han de la începutul secolului XIX.

## Biografie
Emanuel (Manuc) Martirosi Mârzaian s-a născut în anul 1769 în orașul Rusciuc (pe atunci în Imperiul Otoman, astăzi orașul Ruse din Bulgaria). Era fiul negustorului de grâne Martiros Mârzaian, originar din satul Karpi din Armenia, regiunea Araratului. Acesta a fost jefuit de averea sa de către persani și a colindat apoi Turcia, așezându-se, pe la jumătatea secolului al XVII-lea, la Burgas și în cele din urmă în cetatea Rusciuc, unde s-a însurat cu fata bogatului negustor armean Hanum-Oglu (nume turcizat).
Manuc a crescut în casa părintească până la vârsta de 12 ani, învățând la școala din orașul natal. Este trimis apoi la Iași, în Moldova, pentru a învăța meserie de la un negustor armean. În anul 1795, este rechemat la Rusciuc, unde se însoară cu Mariam, fata cunoscutului Avet, și, rămas în curând orfan a preluat conducerea afacerilor familiei. Moartea timpurie a tatălui său l-a făcut pe Manuc să ia în propriile mâini afacerile de familie. El a făcut multe drumuri la Constantinopol, reușind să acumuleze o avere considerabilă și se zvonea la timpul său că ar fi cel mai bogat om din Balcani.
Într-o epocă în care Imperiul Otoman era un stat feudal înapoiat, în descompunere, și suferind de frământări interne, guvernator al Rusciucului a ajuns Ismail Tersinicli-Oglu, un fost sacagiu care nu urmărea decât propria îmbogățire. Regiunea administrată de acesta se caracteriza printr-o agricultură aflată într-o stare de decădere, cu o țărănime ruinată, cu negustori și meseriași sărăciți de birurile plătite autorităților. Deși vremurile din oraș nu erau prielnice pentru afaceri, Manuc s-a prezentat personal guvernatorului și i-a oferit o sumă mare de bani, angajându-se să-i fie vistiernic lui Tersenicli-Oglu, în cazul în care i s-ar garanta libertatea schimbului de produse.
Orașul Rusciuc devine astfel cel mai important centru comercial de la sud de Dunăre în drumul de la Constantinopol în Țara Românească și Transilvania, atât guvernatorul, cât și Manuc având mult de câștigat. Guvernatorul Teresenicli-Oglu intră în grațiile guvernului turc, care-l ajută în lupta împotriva lacomului Pasvant-Oglu, guvernatorul din Vidin, și a rebelilor Kirdjalii. Teresenicli-Oglu este numit ca pașă de către sultan, iar sfetnicul său Manuc Mirzaian devine prim negustor și vistiernic al provinciei.
Implicat în mijlocirea relațiilor economice dintre Rusciuc și București , Manuc primește în anul 1802 rangul boieresc de serdar, iar în anul următor pe cel de paharnic din partea domnitorului Constantin Ipsilanti al Țării Românești (1802-1806).
Încă în primăvara anului 1806, dându-și seama de apropierea unui război ruso-turc și temându-se că acesta i-ar dăuna mult afacerilor, Manuc s-a adresat lui Bolkunov, consulul Rusiei la Iași, prin domnitorul Țării Românești, Constantin Ipsilanti, pentru a obține cetățenia rusească. Consulul a transmis cererea la Sankt Petersburg, prințului Czartoryjski, ministrul afacerilor străine al Rusiei, însoțită de o recomandare din partea lui Ipsilanti care l-a descris ca: „prieten, confident și păstrător al bogățiilor lui Teresenicli-Oglu, - persoană foarte importantă pentru interesele noastre, pentru principat și, îmi permit să spun, pentru interesele maiestății sale imperiale”.
Prințul Czartoryjski a consimțit să-l înscrie pe Manuc în registrele cetățenilor ruși, ca „armean din Astrahan”, cu numele de familie de Martirosian (după prenumele tatălui său) și cu locul nașterii de Erevan . În mai 1806, consulul Bolkunov i-a eliberat pașaportul valabil și pentru Turcia .
În august 1806, pașa Tersenicli-Oglu a fost asasinat de către trupele lui Pasvant-Oglu, se pare că din ordinul guvernului otoman, și trecând în Țara Românească, amenințau cu aceeași soartă pe domnitorul Constantin Ipsilanti . Ca succesor al lui Tersenicli-Oglu, a fost numit pașa Mustafa Baraktar (sau Alemdar), care a stabilit prin intermediul lui Manuc relații prietenești cu Imperiul Rus. După cum raporta consulul Bolkunov în august 1806 către ministrul afacerilor străine din Petersburg: „Cunoscutul Manuc, favoriutl lui Tersenicli-Oglu, întorcându-se la București, zilele acestea a comunicat confidențial consulului Kiriko, că Mustafa-Bairaktar din Rușciuc este tot atât de devotat Rusiei și păstrează față de ea aceeași considerație, ca și predecesorul său, de al cărui exemplu el este călăuzit în toate treburile sale” .

## Manuc în timpul războiului ruso-turc (1806-1812)

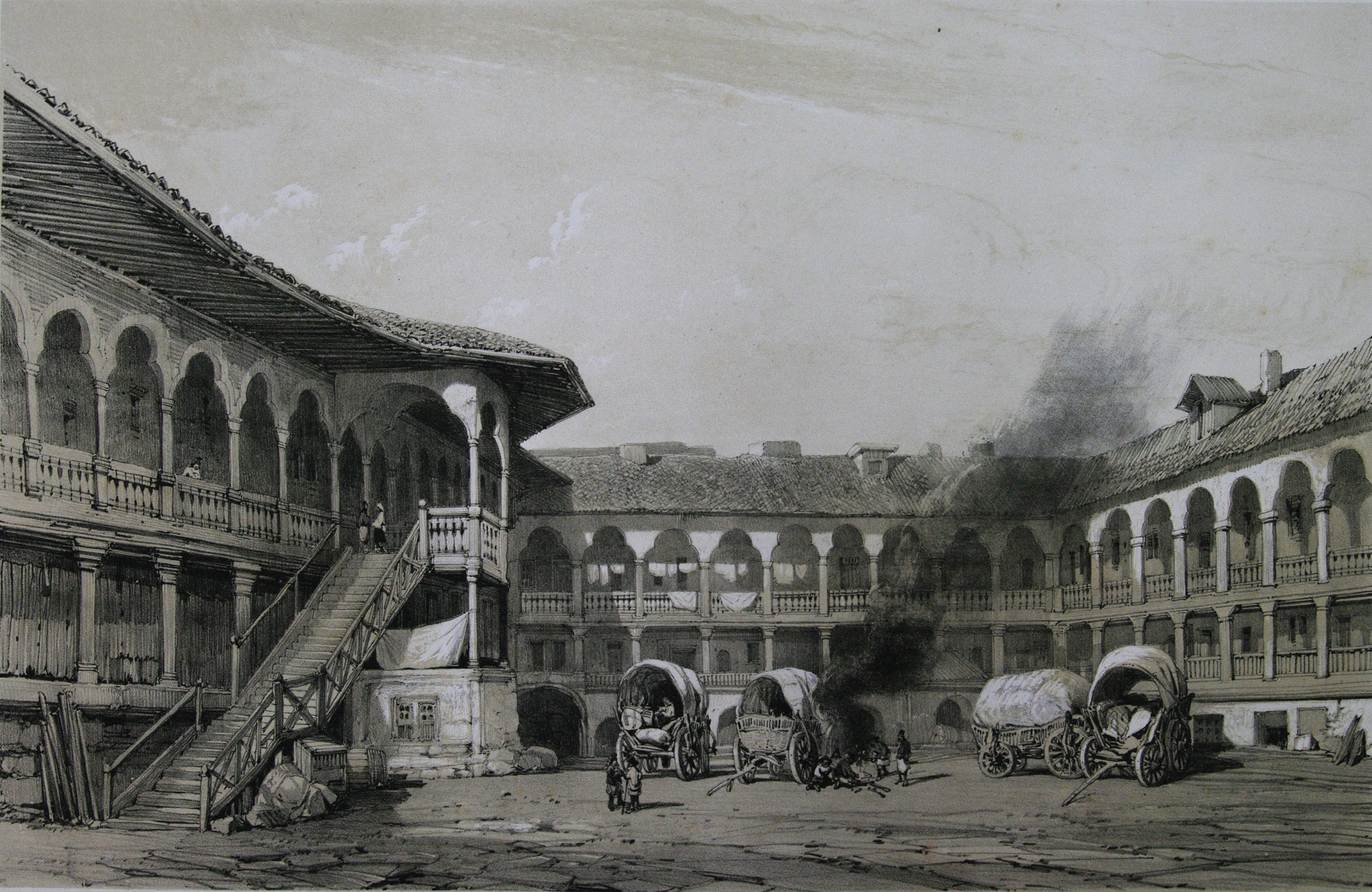
Hanul lui Manuc în anul 1841.

În anul 1806, după începerea Războiului ruso-turc din 1806-1812, Manuc ajunge în capitala Țării Românești (după o scurtă perioadă de refugiu în Transilvania), și este silit să se stabilească aici pe termen lung din pricini legate de războiul ruso-turc. În a doua jumătate a aceluiași an începe construcția hanului, ce va fi terminată în 1808. La vremea aceea, arhitectura sa era destul de inovativă, deoarece Manuc dorea ca hanul său să nu aibă alura de fortăreață a celor din secolul al XVIII-lea.
Terenul pe care este construit a aparținut, până la sfârșitul secolului al XVIII-lea, Curții domnești. Odată cu acest teren, Manuc Bei mai cumpără și alte moșii: Dragomireștii din Vale, Dragomireștii din Deal, Curtea Veche, Bolasca, Trămudeasca, Giulești, Popești, Mudurgan, Brobodeț, Hagi-Gheorghe, Cuhnești, și altele, pomenite în testamentul său din 1815.
Mustafa-Bairakdar a ocupat Silistra și a trimis un detașament de 500 de călăreți ca să apere orașul București de bandele lui Pasvant-Oglu, care operau în împrejurime nestingherite de vreo forță armată disciplinată. În iunie 1807 Mustafa-Bairakdar a fost numit pașă și comandant al oștirii turcești. Noul pașă îl însărcinează pe Manuc cu aprovizionarea armatei, plata salariilor, întreținerea cetăților dunărene și continuarea tratativelor cu rușii .
După cum povestește Luca Kiriko, consulul rus din București, într-o scrisoare din 20 aprilie 1807 : Paharnicul Manuc, din Muntenia, în timpul domniei lui Ipsilanti Vodă era întrebuințat cu izbândă de acest domnitor în toate împrejurările critice, ca mijlocitor devotat intereselor acestui principat, ocrotit de înalta curte împărătească a Rusiei, către serhaturile vecine ale Giurgiului, Rușciucului, Nicopolei și Silistrei, în favoarea stipulațiilor întărite și prerogativelor țării. Având, după ordinul special al împăratului, de la consulul rusesc din Iași, un pașaport ca locuitor al Astrahanului, a fost confident tainic al consulului împărătesc la București, mai ales în vremurile furtunoase ale lui Mustafa-Baiakdar și Pasvant-Oglu. Prin creditul și influența sa, au izbutit boierii divanului muntean să așeze hrană și furaj pe toate punctele, unde trebuia să treacă oastea Rusiei; prin înrâurirea lui Manuc asupra lui Ahmet-Efendi (Administratorul moșiilor lui Mustafa-Pașa), comandantul trupelor lui Mustafa-Pașa în Muntenia, boierii acestui divan au putut să se retragă spre granița Transilvaniei, la apropierea oștirii rusești, pe care Turcii voiau să o atace; prin silințele și jertfele lui, orașul București n-a fost ars și prădat. (...) El a știut să păstreze pe Mustafa-Pașa în dispozițiile lui prielnice față de Ruși, față de Țara Românească și de domnitorul ei (Constantin Ipsilanti), părât ca devotat Rusiei; el s-a priceput să oprească râvnă acestui comandant al oștirii de la Rușciuc de a cădea asupra acestei provincii, golite atunci de trupe, și de a prăda țara pentru a duce în robie pe locuitori. El n-a cruțat nimic pentru a elibera pe chezășia sa, pe prizonierii munteni, pe cari Regeb-Aga din Orșova și alți comandanți turci îi trimiteau la Rusciuc .
IPS Dositei Filitti, mitropolitul Țării Românești, a eliberat la 1 iulie 1809 lui Manuc un certificat , îndreptând fierbinte rugăciuni pentru eliberarea patriei nenorocite, de sub jugul Turcilor, îndrăznind a crede, că mărețul și generosul monah, ilustrul Alexandru, va răsplăti și a apăra pe Manuc- binefăcătorul țării noastre. Manuc s-a ocupat de intervenția cu trupe a pașei din Rusciuc pentru a salva Bucureștiul de trupele lui Pasvant-Oglu și de aprovizionarea cu alimente a oștirilor rusești. El a plătit o datorie de 60.000 lei, pe care țara o avea față de Mustafa-Pașa. El a împrumutat vistieria Țării Românești cu 160.000 taleri, refuzând dobânda de 6.000 de taleri.
Pentru aprovizionarea armatei de sub comanda lui Mustafa Pașa și pentru participarea la acțiuni militare, sultanul Mustafa al IV-lea al Imperiului Otoman (1807-1808) i-a conferit lui Manuc la 24 octombrie 1807 rangul de mare dragoman al Sublimei Porți , subliniind că, pentru prima oară, această funcție s-a încredințat unui nefanariot.
„Înalta poruncă a sultanului Mustafa al IV-lea.
Celui ce slujește drept pildă cadiilor și judecătorilor, izvorul judecății și elocvenței, domnul nostru cadi de Rușciuc (prelungească-se judecata lui!); celui ce slujește drept pildă celor mai străluciți și vestiți boieri, comandantul ienicerilor din Rușciuc (înmulțească-se slava lui!); celui ce slujește drept pildă celor egali cu dânsul, haznadarul de Rușciuc (înmulțească-se destoinicia lui!), cu primirea acestei înalte, auguste porunci să fie cunoscut: boierii moldoveni și munteni, îndatorați în slujbă să fie activi în treburi, stăruitori și demni de încredere, îndeplinind cu toată cinstea și adevărul funcțiile încredințate lor, după mie înnăscută și mie împărătescă dragoste de obicei sunt răsplătiți și sunt înălțați față de cei egali în ranguri, ca din revărsarea fecundelor dărnicii să se facă cei mai slăviți și renumiți.
De aceea, în prezent din numărul boierilor munteni, înălțat mai înainte pentru slujba adevărată prin sârguință și dreptate la demnitatea de cămăraș, care slujește drept pildă boierilor de religie creștină, boierul Manuc (fie toate treburile lui în fericire!), pentru sârguința și dreptatea arătate în postul de intendent, încredințat lui pe lângă atctualul comandant suprem al frontului dunărean, sfetnicul în organizarea păcii, al celui mai vestit ilustru pașă de Silistra, Mustafa (Prelungească-i marele Dumnezeu slava sa!), căruia el a adus armată aprovizionare și vite, pentru participarea lui la treburile militare și altele, în care, după datoria stăruinței și supunerii, îndeplinind cele mai trebuincioase misiuni al slujbei, pentru prezentarea de către el a condițiilor drepte, corespunzătoare în totul cu deplină cinste, sinceritate și, în sfârșit, pentru grija și strădania lui, prin cuvinte inexprimabile distingându-se înaintea celor egali și de aceeași vârstă, prin servicii demne, însemnate și înfăptuiri lăudabile, strălucite, de asemenea, astăzi, anul 1222, lunii Șaban, ziua 21, în exprimarea dărniciilor împărătești, după înaltă poruncă, îl ridicăm la demnitatea de dragoman pe lângă înaltul divan.”—Copie legalizată a firmanului de conferire a titlului de dragoman din arhiva lui Tigran Pruncul
În anul 1808, urcă pe tron sultanul Mahmud al II-lea (1808-1839), care i-a și încredințat lui Mustafa Pașa, la 28 iulie, postul de mare vizir. În vremea noului sultan, ca răsplată pentru repararea cetăților dunărene și aprovizionarea armatei cu pesmeți, i s-a conferit din porunca sultanului titlul de bei (prinț) al Moldovei.
„Dragomanul Manuc cu credință îndeplinește sarcinile slujbei. Încuviințez sârguința arătată de el în treburi și mulțumesc pentru îndreptățirea părerii frumoase ce-am căpătat despre el. Ca răsplată pentru devotamentul său, îi hărăzesc titlul de prinț al Moldovei, și doresc ca pe viitor el să adâncească strădania lui în slujba mea.”—Scrisoarea din 1 Șaban 1223 (22 septembrie 1808) a marelui vizir Mustafa-Pașa către marele dragoman Manuc, aflată în arhiva din Hîncești, în care îi comunică ad-literam porunca sultanului
Motivele acordării lui Manuc a titlului de bei sau principe al Moldovei provin din faptul că Scarlat Callimachi, numit la 23 aprilie 1807 domnitor al Moldovei, nu a putut să ajungă la tron, țara fiind ocupată de ruși. El a rămas nominal domnitor până în decembrie 1808, când a sosit în țară noul domnitor. Marele vizir Mustafa-Pașa îl cheamă pe Manuc-Bei la Constantinopol, acesta sosind la 4 octombrie 1808, însoțit de un cortegiu de o sută de armeni, întreaga procesiune îndreptându-se spre Poartă, unde Manuc-Bei și-a luat în primire în mod oficial postul de mare dragoman .
El și-a păstrat atribuțiile de împuternicit în ce privește tratativele de pace cu Rusia, în problema Principatelor Dunărene, din perioada dintre întrevederile ruso-franceze de la Tilsit și Erfurt, la acest din urmă congres hotărându-se cedarea Principatelor Rusiei. Însă marele vizir Mustafa-Pașa a intrat în conflict cu o parte a armatei, izbucninc la 15 decembrie 1808 o răscoală, în urma căreia acesta a fost asasinat.
Fiind prevenit de răscoală, Manuc-Bei părăsește Constantinopolul îmbarcat pe un vas închiriat, navigând spre coasta Mării Marmara, la Vize . Ajuns la țărm, el își continuă drumul călare, escortat de un detașament de 150 călăreți, trimiși în întâmpinarea lui de Ahmet-Efendi. El se stabilește apoi la București, unde, prevăzător, își învestise mai demult o parte din bogății în moșii din Muntenia. În acest timp, el a cumpărat moșii în Basarabia, lângă Hîncești și Reni, rămânând principalul susținător financiar al domnitorului și împrumutând trezoreria cu 160.000 taleri în total.
La data de 5 ianuarie 1809 , "membrii divanului Țării Românești: mitropolitul, episcopii Râmnicului și Buzăului, M. Kretzulescu ban, C. Filipescu vistier, R. Golescu vornic, I. Ralet logofăt și C. Dudescu logofăt, mărturisesc și ei că dragomanul Manuc a arătat în mai multe prilejuri, pe vremuri furtunoase, fără cel mai mic interes, și chiar cu primejdia vieții sale, sentimentele sale binevoitoare, făcând mult bine țării noastre și neamului nostru. A dăruit 60.000 lei, pe care-i împrumutase într-o clip când vistierul țării n-avea fonduri și nu era în stare să plătească. Acum patru luni, într-o clipă foarte grea, a mai împrumutat 100.000 lei, refuzând dobânda lor de 6.000 lei. E un adevărat patriot. Care numai i se șterge din catastiful isprăvniciei și a se arăta atârnătoare de-a-dreptul de visterie, plătindu-se birul de-a-dreptul către ea, moșiile lui din Ilfov: Tâncăbești, jumătate, Dragomirești, jumătate, Pupăza și Hagi-Gheorghe. Dumnealui are dreptul de a chema străini și de a face cu dânșii slobozii pe moșii; va fi îndatorat numai a plăti pentru ei birul, numărând zece case de moșie; ei vor avea aceleași înlesniri, pe care le-au încuviințat prin aceasta locuitorilor de pe acele moșii, primirea străinilor fiind în favorul visteriei țării.
În anul 1809, a fost mediator între Armata Imperială Rusă condusă de generalul-conte Mihail Andreevici Miloradovici și garnizoana otomană rebelă din Giurgiu. Agent al politicii imperiale ruse, Manuc a luat parte la negocierile din anul 1812 pentru elaborarea Tratatului de la București dintre Imperiul Rus și cel Otoman, care s-au desfășurat la hanul său din București.
Țarul Alexandru I i-a conferit titlul de "cavaler al Ordinului Sfântul Vladimir".

## Activitatea sa după război

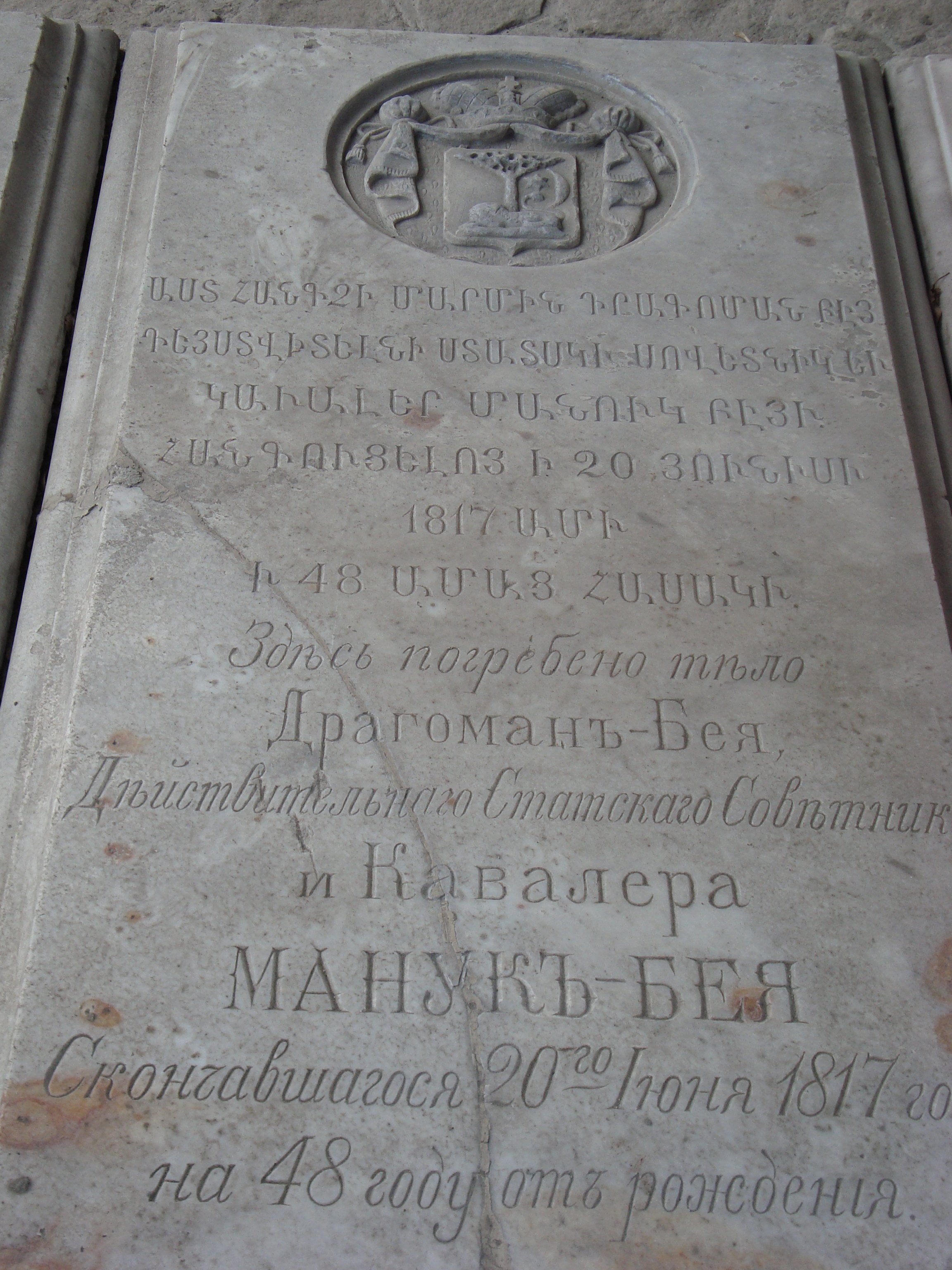
Mormântul lui Manuc din curtea Bisericii Armenești din Chișinău.

După terminarea războiului ruso-turc, el părăsește Bucureștiul și își lasă numeroasele sale afaceri pe mâinile unor oameni de încredere. Se mută pentru o scurtă perioadă la Sibiu, apoi, în anul 1815, Manuc se mută cu familia sa la Chișinău, în Basarabia, unde a cumpărat cu 300.000 de "lei-aur" moșia Hîncești. Mai tărziu, fiul său a construit pe moșie un conac cu o livadă de iarnă și o piscină cu acoperiș și cu ieșiri subterane. 
Distanța mare îl impiedică acum să mai tragă toate foloasele de pe urma hanului, astfel că hotărăște să îl vândă. Începe să facă demersuri pentru vânzare la sfârșitul anului 1816, dar moare în împrejurări incerte la 20 iunie 1817, posibil printr-un accident de călărie, înainte de a găsi un cumpărător. A fost înmormântat în pridvorul Bisericii Armenești din Chișinău . În urma sa, rămân o tânără soție văduvă, frumoasa Mariam, și șase copii minori.
Deoarece toți copiii săi erau minori la acea vreme, averea sa va fi administrată de o epitropie. Cea mai mare parte a averii se afla în Țara Românească și era greu de administrat, așa că epitropii moștenitorilor decid să arendeze toate proprietățile.
În perioada sovietică, in catacombele de sub cele trei biserici  (Biserica Armeana, Sf. Constantin si Elena de lângă Circ, Biserica de la Albisoara Lîngă Moara veche) au fost jefuite sculpturile ce indicau direcția in labirinturile subterane a Chisinaului, unde se zice în popor că  Manuc și-ar fi ascuns averea, în acele timpuri el a fost unul din cei mai bogați oameni din Europa.